# Довици Биббиена, Бернардо
Бернардо Довици Биббиена (итал. Bernardo Dovizi da Bibbiena; 1470 год, Биббьена — 1520 год, Рим) — итальянский кардинал и драматург.

## Биография
Бернардо Довици Биббиена был простого происхождения. Он был частным секретарём у кардинала Джованни Медичи, избранию которого в папы много способствовал. Папа Лев X назначил его своим казначеем и затем в 1513 году возвёл в кардиналы. В 1518 году он был назначен папским посланником во Францию и умер вскоре после возвращении оттуда в 1520 году, как полагают, от яда.
Бернардо Довици Биббиена известен также своей комедией «La Calandria», написанной в Сиене в 1513 году. Постановка комедии произошла в 1548 году в Лионе в присутствии короля Генриха II и его супруги Екатерины Медичи. Была много лет любимой пьесой на итальянских придворных сценах.